# Вулиця Євгена Лисика
Вулиця Євгена Лисика — вулиця у Шевченківському районі міста Львова, місцевість Замарстинів. Сполучає між собою вулиці Богдана Януша та Заповітну.

## Історія
Вулиця виникла на початку XX століття у складі підміського села Замарстинів, не пізніше 1931 року отримала офіційну назву вулиця Старка, на честь Вільгельма Старка, польського військовика, який командував польським загоном у боях на Замарстинові у листопаді 1918 року. Під час німецької окупації, з 1943 року по липень 1944 року вулиця мала назву Максимовичґассе, на честь українського історика, філолога та фольклориста Михайла Максимовича. Назву на честь Степана Мельничука, комуністичного діяча, одного з керівників загону, що увійшов в історію під назвою «червона дванадцятка», вулиця отримала за радянських часів, у 1950 році. Львівські активісти вимагали перейменувати вулицю Степана Мельничука та пропонували її назвати на честь головнокомандувача УПА Василя Кука. Врешті-решт, сучасну назву вулиця отримала 18 серпня 2022 року на честь Євгена Лисика, українського театрального художника.

## Забудова
На вулиці частково збереглася старовинна малоповерхова забудова старого Замарстинова. Будинки № 6, № 8 і № 23 оздоблені у стилі сецесії. Під № 23 за Польщі була фабрика кузовів автобусів Францішека Цирзіка, а будинки № 3 і № 5 — зразки раціональної постсецесії. Також є будинки 1930-х років у стилі конструктивізм та нові приватні садиби.